# FART ABe 4/6
Die zwölf Gelenk-Triebwagen ABe 4/6 51–58, 61–64 wurden durch die Firma Vevey Technologies in Villeneuve VD (mechanischer Teil) und die Firma ABB (elektrischer Teil) hergestellt und 1992–1994 in Betrieb genommen. Acht Fahrzeuge gingen an die FART und vier Fahrzeuge an die SSIF, wobei zwischen diesen beiden Bahnen ein Betriebsvertrag besteht und die Fahrzeuge gemeinsam eingesetzt werden. Die Triebwagen können in Doppeltraktion verkehren und bewältigten lange die Hauptlast des internationalen Verkehrs der Centovallibahn zwischen Locarno und Domodossola. Vier Fahrzeuge wurden 2011 mit einem antriebs- und türlosen Mittelwagen zu dreiteiligen ABe 4/8 verlängert.

## Technisches
Beim Fahrzeug handelt es sich um einen Gelenktriebwagen mit Niederfluranteil, wobei das Fahrzeug kein Jakobs-Drehgestell besitzt, sondern das antriebslose Laufgestell fest unter der einen Wagenhälfte sitzt, welche mit dem anderen Kasten über ein Wagengelenk verbunden ist. Dadurch konnte der Niederflurbereich über den Wagenübergang durchgezogen werden, was bei einem Drehgestell unter dem Kastengelenk nicht möglich gewesen wäre. Die beiden angetriebenen Drehgestelle befinden sich unter dem erhöhten Fahrgastraum hinter den Führerständen. Die 2650 mm breiten Wagenkästen sind geschweisste Stahlkonstruktionen. Jeder der 15450 mm langen Wagenkästen besitzt auf jeder Seite eine zweiflüglige Schwenkschiebetüre. Praktisch die komplette Traktions- und Hilfsausrüstung befindet sich auf dem Wagendach, dies auch, weil die Besteller einen freien Durchblick nach vorne durch die Führerstände auf die Strecke gefordert hatten, was einen Einbau hoher Schränke in den Innenraum unmöglich machte. Die eingebaute Toilette wurde als eine eigenständige Baugruppe vorfabriziert und als ganzes eingebaut. Alle Stühle sind in der Grundkonstruktion gleich, und auch der Sitzteiler ist gleich. Die Sitze der ersten Klasse besitzen aber andere Armlehnen und sind in der Anordnung 1+2 angeordnet, während die Sitze der 2. Klasse in der Anordnung 2+2 angeordnet sind.

## Umbauten

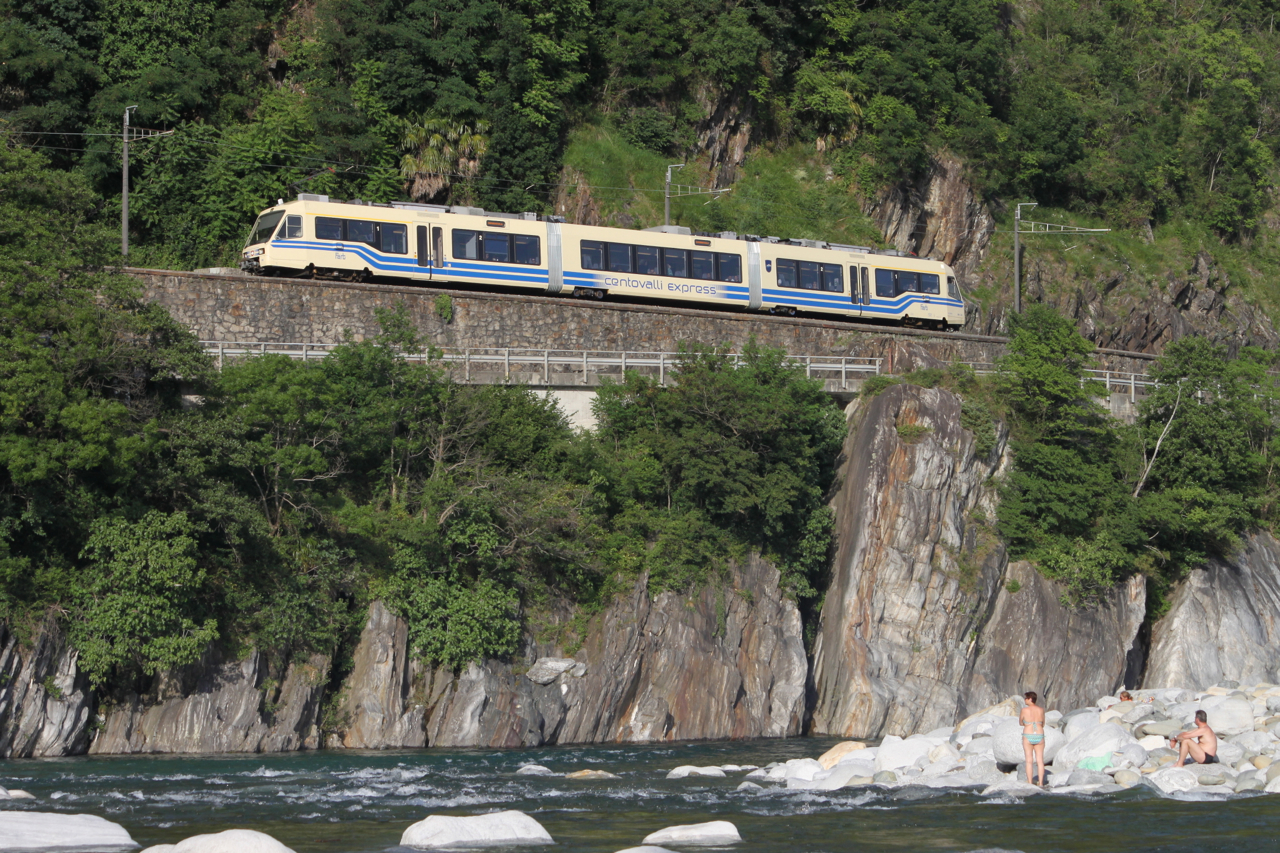
ABe 4/8 46

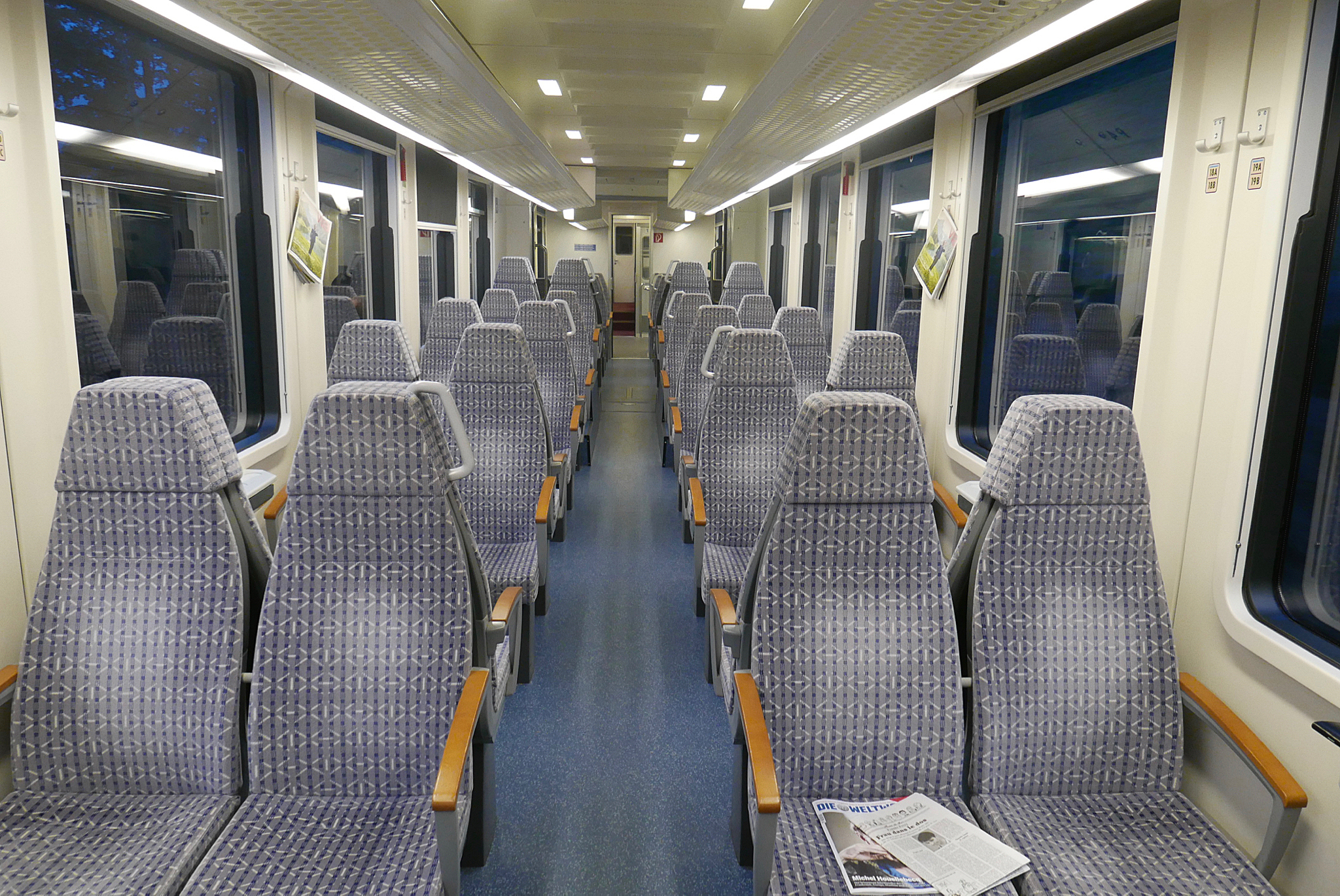
Innenraum des Mittelwagens eines ABe 4/8

Die Fahrzeuge 57 und 58 wurden als reine Erstklassfahrzeuge Ae 4/6 ausgeliefert, die sich bis auf die Innenausrüstung nicht von den übrigen unterschieden. Die fehlenden Zweitklasssitze machten sich rasch nachteilig bemerkbar, deshalb wurden sie nachträglich den anderen Fahrzeugen angepasst und zu ABe 4/6 umgebaut.
Im Jahr 2011 liess die FART die vier ABe 4/6 55–58 zu ABe 4/8 verlängern. Die zusätzlichen Wagenkästen wurden bei Bombardier in Villeneuve eingebaut. Nach dem Umbau erhielten die Fahrzeuge die Nummern 45–48. Der neue nicht angetriebene und türlose Mittelwagen steigerte die Fahrgastkapazität auf 119 Sitzplätze, wovon sich 31 in der 1. Klasse befinden.

## Unfälle
- Am 15. Januar 2009 brannte der Triebwagen ABe 4/6 51 in der Nähe des Bahnhofs Re, vermutlich aufgrund eines technischen Defekts. Es entstand ein so grosser Schaden, dass der Triebwagen ausrangiert wurde.[3]
- Am 26. April 2016 kollidierten die beiden Triebwagen 52 und 53 in der Nähe des Bahnhofs Corcapolo auf dem Gemeindegebiet von Intragna frontal. Obwohl der Aufprall bei geringer Geschwindigkeit passierte, wurden fünf Personen verletzt, darunter die beiden Lokführer.[4]  Der ABe 52 fuhr Richtung Camedo, bei ihm wurde der A-Teil (Kasten mit 1. Kl.) beschädigt, beim ABe 53 der B-Teil.[5] Aus den beiden intakten Zugteilen wurde eine neue Einheit gebildet und als ABe 4/6 5253 bezeichnet, die beschädigten Teile wurden in der SBB-Werkstätte Bellinzona instandgestellt. Nach der Rückkehr aus der Reparatur wurden die beiden instand gestellten Teile zusammengefügt und als ABe 4/6 53 bezeichnet. Der ABe 4/6 5253 erhielt die Nummer 52.[6]

## Tabellarische Übersicht
| Typ             | Eigentümer | Nummer | EVN              | Name                |  | Bemerkung                                                  | Ausrangierung                               |
| --------------- | ---------- | ------ | ---------------- | ------------------- |  | ---------------------------------------------------------- | ------------------------------------------- |
| ABe 4/6         | FART       | 51     |                  | "Locarno"           |  | 2009 ausgebrannt                                           | 2009                                        |
| ABe 4/6         | FART       | 52     | 90 85 843 0052-3 | "Muralto"           |  | A-Teil nach Unfall vom 14.05.2016 mit ABe 53 getauscht     | 2025 an Verein Farben für Zürich in Opfikon |
| ABe 4/6         | FART       | 53     | 90 85 843 0053-1 | "Ascona"            |  | A-Teil nach Unfall vom 14.05.2016 mit ABe 52 getauscht     | 2025 Ersatzteilspender SSIF                 |
| ABe 4/6         | FART       | 54     | 90 85 843 0054-9 | "Intragna"          |  |                                                            | 2025 Verkauf an FGC                         |
| ABe 4/6 ABe 4/8 | FART       | 55 45  | 90 85 843 0045-7 | "Vallemaggia"       |  | 2011 verlängert                                            | 2025 Verkauf an FGC                         |
| ABe 4/6 ABe 4/8 | FART       | 56 46  | 90 85 843 0046-5 | "Lago Maggiore"     |  | 2011 verlängert                                            | 2025 Verkauf an FGC                         |
| Ae 4/6 ABe 4/8  | FART       | 57 47  | 90 85 843 0047-3 | "Berna"             |  | 2011 verlängert                                            | 2025 Verkauf an FGC                         |
| Ae 4/6 ABe 4/8  | FART       | 58 48  | 90 85 843 0048-1 | "Losanna"           |  | 2011 verlängert                                            | 2025 Verkauf an FGC                         |
| ABe 4/6         | SSIF       | 61     | 94 83 4460 061-4 | "S. Maria Maggiore" |  | abgestellt in Domodossola (Einsatz noch 2021 dokumentiert) |                                             |
| ABe 4/6         | SSIF       | 62     | 94 83 4460 062-2 | "Re"                |  |                                                            |                                             |
| ABe 4/6         | SSIF       | 63     | 94 83 4460 063-0 | "Malesco"           |  |                                                            |                                             |
| ABe 4/6         | SSIF       | 64     | 94 83 4460 064-8 | "Druogno"           |  | defekt abgestellt in Domodossola                           |                                             |